# Chaetodon ornatissimus
Chaetodon ornatissimus е вид бодлоперка от семейство Chaetodontidae. Видът не е застрашен от изчезване.

## Разпространение и местообитание
Разпространен е в Австралия, Американска Самоа, Бангладеш, Вануату, Виетнам, Гуам, Индия (Андамански и Никобарски острови), Индонезия, Кирибати (Феникс), Кокосови острови, Малайзия, Малки далечни острови на САЩ (Атол Джонстън, Лайн, Остров Бейкър, Уейк и Хауленд), Маршалови острови, Мианмар, Микронезия, Науру, Ниуе, Нова Каледония, Остров Рождество, Острови Кук, Палау, Папуа Нова Гвинея, Питкерн, Провинции в КНР, Самоа, САЩ (Хавайски острови), Северни Мариански острови, Сингапур, Соломонови острови, Тайван, Тайланд, Токелау, Тонга, Тувалу, Уолис и Футуна, Фиджи, Филипини, Френска Полинезия, Хонконг, Шри Ланка и Япония.
Обитава океани, морета, лагуни и рифове в райони с тропически климат. Среща се на дълбочина от 1 до 36 m, при температура на водата от 22,5 до 29,2 °C и соленост 34,1 – 36,1 ‰.

## Описание
На дължина достигат до 20 cm.